# Agurtzane Egiluz
Agurtzane Egiluz Ibarguen (Vitoria, 18 de abril de 1997) es una deportista alavesa que compite en baloncesto en silla de ruedas.

## Biografía
Agurtzane Egiluz nació en Vitoria en 1997. Cursa ella Grado y Administración y Dirección de Empresas en la Facultad de Ciencias Económicas y Empresariales de la Universidad del País Vasco (UPV/EHU). Formada en la escuela del Club Deportivo Fundación Vital Zuzenak participa en competiciones oficiales de Baloncesto en silla de ruedas desde 2016.

## Trayectoria deportiva
Comienza su andadura en el club deportivo Fundación Vital Zuzenak en la modalidad de baloncesto en silla de ruedas en 2016 y tras el debut en la liga Regular es seleccionada por el combinado nacional en 2017 para competiciones internacionales. Es una jugadora fija de la selección tal y como indica el máximo responsable del equipo nacional y cuenta con ella para los Juegos Paralímpicos de Tokio 2020.

### Campeonatos de Europa
- XIV CAMPEONATO DE EUROPA FEMENINO BSR 2017

En su debut en competición europea, en Adeje (Tenerife) consiguen la quinta plaza, quedando clasificadas para la siguiente cita de competición mundial de 2018.
- XV CAMPEONATO DE EUROPA FEMENINO BSR 2019

En el europeo de Róterdam consiguen la cuarta plaza en la competición, igualando la mejor posición obtenida hasta entonces, lo que se da la clasificación histórica para los Juegos Paralímpicos de Tokio 2020.

### Campeonatos del mundo
Es elegida para la cita mundial de 2018 (Hamburgo), donde el combinado nacional logró la séptima plaza, que es el mejor resultado logrado por España, mejorando el octavo puesto del Mundial de Saint-Etienne’90.

### Torneos preparatorios internacionales
Como preparación para el campeonato del mundo de Hamburgo 2018, también participó torneos amistosos en Oporto y Lyon. 
Para la cita europea de 2019 asistió a los torneos preparatorios en Alemania (Copa de las naciones en Colonia) y Francia (Women's Openen Cluses).

### División de Honor
Desde 2017 compite en la liga regular de División de Honor con el club deportivo Fundación Vital Zuzenak:
- Temporada 2017/18 con Fundación Vital Zuzenak
- Temporada 2018/19 con Fundación Vital Zuzenak
- Temporada 2019/20 con Fundación Vital Zuzenak.[9]

## Premios y reconocimientos
- Mejor jugadora en XXIII Trofeo Zuzenak BSR, 29 de septiembre de 2018.[10]
- Premio Alavesa de Enero, otorgado por el periódico El Correo, 22 de febrero de 2020.[11]

## Otras actividades
Imparte charlas contando su experiencia personal y deportiva en campos inclusivos, como el que tiene lugar en su propio club Zuzenak y con otras asociaciones deportivas, como el BasqueTeam, enfocado a la inclusión en el mercado laboral y fomento y visibilidad del deporte femenino.
También ha ejercido como modelo junto a modelos naturales en el Desfile de Moda Benéfico con fines destinados a fomentar la integración deportiva y social de las personas con diversidad funcional (octubre de 2018).